# روبرت لويس
روبرت لويس (بالإنجليزية: Robert Lewis)‏ هو لاعب اتحاد الرغبي بريطاني، ولد في 20 نوفمبر 1987 في أبرغافني ‏ في المملكة المتحدة.